# 维卡尔维
维卡尔维（義大利語：Vicalvi），是意大利弗罗西诺内省的一个市镇。总面积8.22平方公里，人口849人，人口密度103.3人/平方公里（2009年）。ISTAT代码为060086。